# Polymerase
 En polymerase er et enzym (protein), der er i stand til at danne af en kæde (polymer) af molekyler, også kaldet monomerer. Polymeraser findes naturligt i alle levende celler, idet de er altafgørende for kopiering af cellens DNA under celledelingen. Denne type polymerase kaldes DNA polymeraser, men der findes også RNA polymeraser, der er i stand til at kopiere dobbeltstrenget DNA til enkeltstrenget RNA, der igen bruges ved produktion af proteiner.
Visse virus indeholder en speciel type polymerase, kaldet revers transkriptase, der kan omdanne RNA til DNA. Dette gør virus i stand til at omdanne sin egen RNA til DNA og inkorporere denne i cellens DNA. Denne type vira kaldes retrovirus, og gruppen tæller bl.a. HIV virus, der leder til sygdommen AIDS hos mennesker.